# Sagem MW3026
Sagem MW3026 — двухдиапазонный мобильный телефон фирмы Sagem.
Производился в 2002 году.

## Технические характеристики
| Общие характеристики                        | Общие характеристики                            |
| ------------------------------------------- | ----------------------------------------------- |
| QWERTY-клавиатура                           | нет                                             |
| программируемые кнопки                      | две                                             |
| Конструкция                                 | сменные панели, джойстик                        |
| Звонки                                      |                                                 |
| Тип мелодий                                 | обычные                                         |
| Число мелодий                               | 43                                              |
| Виброзвонок                                 | есть                                            |
| Связь                                       |                                                 |
| Доступ в интернет                           | WAP 1.1                                         |
| Синхронизация с компьютером                 | есть                                            |
| Сообщения                                   |                                                 |
| Дополнительные функции SMS                  | ввод текста со словарём                         |
| MMS                                         | нет                                             |
| Другие функции                              |                                                 |
| Громкая связь                               | есть                                            |
| Автодозвон                                  | есть                                            |
| Звуковая индикация времени разговора        | есть                                            |
| Режимы кодирования звука HR, FR, EFR        | есть                                            |
| Экран                                       |                                                 |
| Тип экрана                                  | монохромный экран                               |
| Подсветка                                   | экрана-синяя, кнопок-зелёная                    |
| Размер изображения                          | число строк - 8                                 |
| хранитель экрана                            | есть, три                                       |
| Индикация                                   | времени разговора                               |
| Мультимедийные возможности                  |                                                 |
| Встроенная фотокамера                       | нет                                             |
| Диктофон                                    | нет                                             |
| Игры                                        | In-Fusio, загружаемые                           |
| Java-приложения                             | нет                                             |
| Питание                                     |                                                 |
| Тип аккумулятора                            | NiNH                                            |
| Ёмкость аккумулятора                        | 700 мАч                                         |
| Время разговора                             | 3:00 ч: мин                                     |
| Время ожидания                              | 185:00 ч: мин                                   |
| Записная книжка и органайзер                |                                                 |
| Записная книжка в аппарате                  | 50 номеров                                      |
| Поиск по книжке                             | есть                                            |
| Обмен между SIM-картой и внутренней памятью | нет                                             |
| Органайзер                                  | будильник, калькулятор, таймер, конвертор валют |

## Меню
Навигация по меню осуществляется стрелками джойстика или цифрами, соответствующими номеру пункта меню.

## Скрытые возможности
При нажатии на клавишу « # » попадаете в скрытое меню, где можно узнать идентификационный номер телефона, напряжение в аккумуляторе или провести тест телефонного аппарата.